# Young Winston
Young Winston is een Britse dramafilm uit 1972 onder regie van Richard Attenborough.

## Verhaal
De latere premier Winston Churchill vertelt over zijn jongelingsjaren, zijn carrière als oorlogscorrespondent tijdens de Boerenoorlogen en zijn eerste stappen in de Britse politiek.

## Rolverdeling
| Acteur            | Personage                             |
| ----------------- | ------------------------------------- |
| Simon Ward        | Jonge Winston                         |
| Peter Cellier     | Kapitein                              |
| Ronald Hines      | Adjudant                              |
| Dino Shafeek      | Sikh-soldaat                          |
| John Mills        | Generaal Kitchener                    |
| Anne Bancroft     | Jennie Churchill / Randolph Churchill |
| Russell Lewis     | Winston (7 jaar)                      |
| Pat Heywood       | Mevrouw Everest                       |
| Robert Shaw       | Randolph Churchill                    |
| Laurence Naismith | Lord Salisbury                        |
| William Dexter    | Arthur Balfour                        |
| Basil Dignam      | Joseph Chamberlain                    |
| Robert Hardy      | Schoolhoofd                           |
| John Stuart       | Voorzitter van het Lagerhuis          |
| Colin Blakely     | Slager                                |
| Jack Hawkins      | Mr. Welldon                           |